# Tecuanapilla, Minatitlán
Tecuanapilla är en ort i Mexiko.   Den ligger i kommunen Minatitlán och delstaten Veracruz, i den sydöstra delen av landet, 600 km öster om huvudstaden Mexico City. Tecuanapilla ligger 11 meter över havet och antalet invånare är 153.
Terrängen runt Tecuanapilla är platt. Runt Tecuanapilla är det ganska glesbefolkat, med 29 invånare per kvadratkilometer. Närmaste större samhälle är La Concepción, 16,6 km nordväst om Tecuanapilla. Omgivningarna runt Tecuanapilla är en mosaik av jordbruksmark och naturlig växtlighet.